# Dvanajsta egipčanska dinastija
Dvanajsta egipčanska dinastija se pogosto združuje  z Enajsto, Trinajsto in Štirinajsto dinastijo v Staro egipčansko kraljestvo.

## Vladarji
Znani so naslednji vladarji iz Dvanajste dinastije:
| Ime                            | Horovo (prestolno) ime | Vladanje               | Piramida                              | Kraljica(e)                                                |
| ------------------------------ | ---------------------- | ---------------------- | ------------------------------------- | ---------------------------------------------------------- |
| Amenemhet I.                   | Sehetepibre            | 1991 – 1962 pr. n. št. | Piramida Amenemheta I.                | Neferitatjenen                                             |
| Senusret I. (Sesostris I.)     | Heperkare              | 1971 – 1926 pr. n. št. | Piramida Senusreta I.                 | Neferu III.                                                |
| Amenemhet II.                  | Nubkhaure              | 1929 – 1895 pr. n. št. | Bela piramida                         | Kaneferu Keminub ?                                         |
| Senusret II. (Sesostris II.)   | Kakheperre             | 1897 – 1878 pr. n. št. | Piramida v El Lahunu                  | Kenemetneferhedžet I. Nofret II. Itaweret? Knemet          |
| Senusret III. (Sesostris III.) | Kakaure                | 1878 – 1839 pr. n. št. | Piramida v Dahšurju                   | Meretseger Neferthenut Knemetneferhedžet II. Sithatoriunet |
| Amenemhet III.                 | Nimaatre               | 1860 – 1814 pr. n. št. | Črna piramida, Havarska piramida      | Aat Hetepi Kenemetneferhedžet III.                         |
| Amenemhet IV.                  | Maakherure             | 1815 – 1806 pr. n. št. | Južna mazgunska piramida (verjetno)   |                                                            |
| Kraljica Sobekneferu           | Sobekkare              | 1806 – 1802 pr. n. št. | Severna mazgunska piramida (verjetno) |                                                            |

Kronologija Dvanajste dinastije je najbolj stabilna od vseh obdobij pred Novim kraljestvom. Ramzesov papirus (1290 pr. n. št.) ji pripisuje 213 let dolgo vladavino (1991-1778 pr. n. št.). Maneton je trdil, da je vladala iz Teb, iz primarnih dokumentov pa je razvidno, da je prvi faraon preselil prestolnico v novo mesto, imenovano Amenemhet-iti-tavi – Amenemhet, osvajalec Dveh dežel ali krajše Ititavi. Njegove lokacije še niso odkrili. Domneva se, da je stalo v bližini Fajuma, morda blizu kraljevih pokopališč v El-Lištu. Egiptologi štejejo Dvanajsto dinastijo za vrh Srednjega kraljestva.
Vrstni red vladarjev je dobro znan iz več virov: Abidoškega in Sakarskega seznama kraljev  in Manetonove Egiptiake (Zgodovina Egipta). Dokumentiran datum iz vladavine Senusreta III. korelira s sotskim ciklom, zato se lahko mnogo dogodkov iz tega obdobja zelo točno datira. 

### Amenemhet I. in Senusret I.
Dinastijo je ustanovil Amenemhet I., ki je bil morda vezir Mentuhotepa IV., zadnjega faraona iz Enajste dinastije. Njegova vojska je na jugu prodrla do drugega Nilovega katarakta in na severu v južni Kanaan. Ponovno je vzpostavil diplomatske stike s kanaansko mestno državo Biblos in helenskimi vladarji na Egejskem morju. Njegov sin Senusret I. je nadaljeval očetovo politiko s pohodon na jug do tretjega katarakta, njegovi nasledniki do Senusreta III. pa so bili zadovoljni z življenjem v miru.

### Senusret III.
Med vladanjem miroljubnih faraonov jer začela v Nubiji rasti nestrpnost, zato je Senusret III. poslal na jug kazensko odpravo. Podobno odpravo je poslal tudi v Levant. Njegovi pohodi so prerasli v legendo o mogočnem vladarju z imenom Sesostris, ki so jo pripovedovali Maneton, Herodot in Diodor Sicilski. Maneton mu je razen dejansko osvojenih ozemelj pripisal še dele Kanaana in plovbo v Evropo, da bi priključil Trakijo. Njegovih trditev ne podpira noben primarni dokument  egipčanskega ali kakšnega drugega izvora.

### Amenemhet III.
Senusretov naslednik Amenemhet III. je ponovno vzpostavil bolj miroljubno zunanjo politiko svojih predhodnikov, za njim pa se je energija dinastije iztrošila. Vedno večje težave je dinastija prepustila v reševanje svojemu zadnjemu vladarju iz dinastije, kraljici Sobekneferu. Amenemhet je znan po svojem pogrebnem templju v Havari, ki so ga Herodot, Diodor in Strabon imenovali Labirint. Med njegovo vladavino se je začel izkoriščati zamočvirjena Fajumska oaza.

## Staroegipčanska književnost
Med Dvanajsto egipčansko dinastijo je postala  staroegipčanska književnost bolj prefinjena. Najbolj znano delo iz tega obdobja je verjetno roman Egipčan Sinuhe, ki se je ohranil na več sto prepisih na papirusu. V tem obdobju so bila napisana tudi poučna dela, na primer Navodila faraona Amenemheta in Zgodba o zgovorem kmetu. 
Faraoni od Dvanajste do Osemnajste dinastije so zaslužni tudi za ohranitev več omembe vrednih papirusov:
- 1900 pr. n. št. – Prissejev papirus
- 1800 pr. n. št. – Berlinski papirus
- 1800 pr. n. št. – Moskovski matematični papirus
- 1650 pr. n. št. – Rhindov matematični papirus
- 1600 pr. n. št. – Papirus Edwina Smitha
- 1550 pr. n. št. – Ebersov papirus

## Galerija
- Gornji del kipca neidentificirane kraljice, zgodnja Dvanajsta dinastija, črn granit; Petriejev muzej egipčanske arheologije
- Glava mladega Senusreta III., Državni muzej egipčanske umetnosti, München
- Gornji del kipa Amenemheta III., Državni muzej egipčanske umetnosti, München
- Stela iz Abkava